# Hendrik Frans van Lint
Hendrik Frans van Lint bijnaam Studio of Monsu Studio en ook geïdentificeerd als Anonymus Pacetti (Antwerpen, 1684 - Rome, 1763) was een Zuid-Nederlands kunstschilder. Hij is tevens de zoon van Peter van Lint
Hij verbleef vanaf 1697 in Rome alwaar hij ook overleed. Hij was tevens lid van de bentvueghels. Van Lint stond bekend om zijn zorgvuldige toets met talrijke voorstudies. Hij specialiseerde zich in landschappen. Hij schilderde bijvoorbeeld tweemaal het nu verdwenen Casino Sacchetti, gebouwd door Pietro de Cortone.

## Werken
Werken van hem hangen onder andere in de Galleria Doria Pamphilj en de Galleria Spada. 

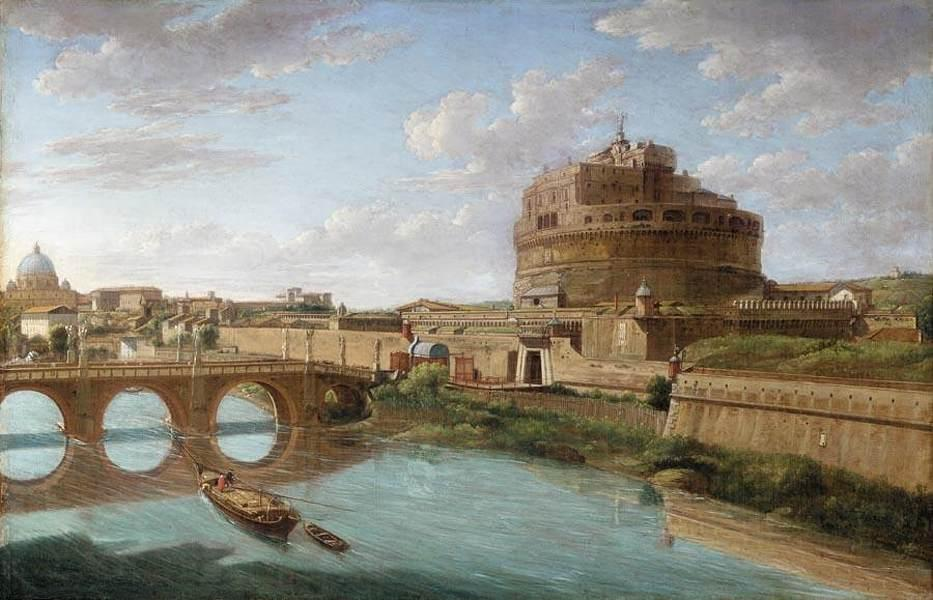
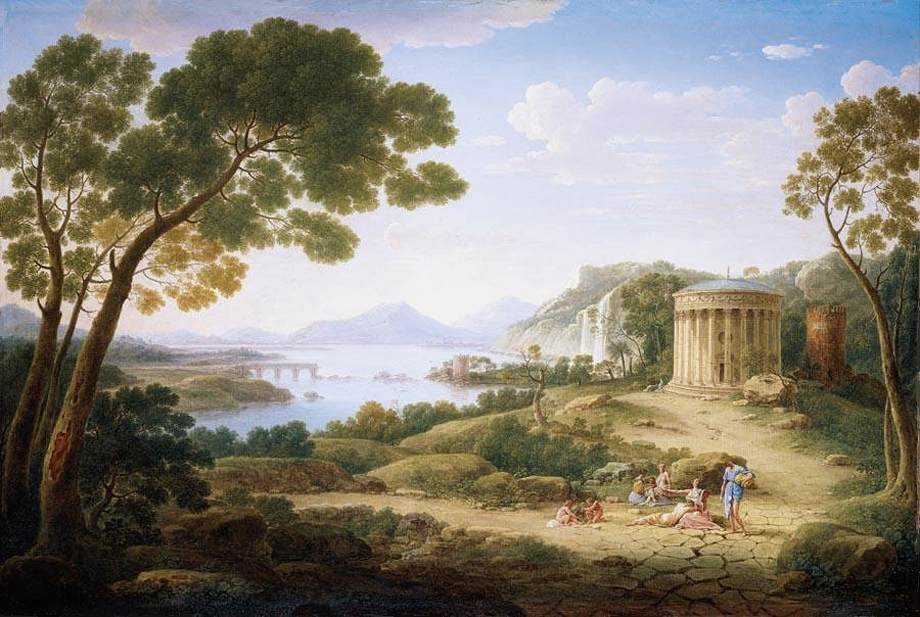
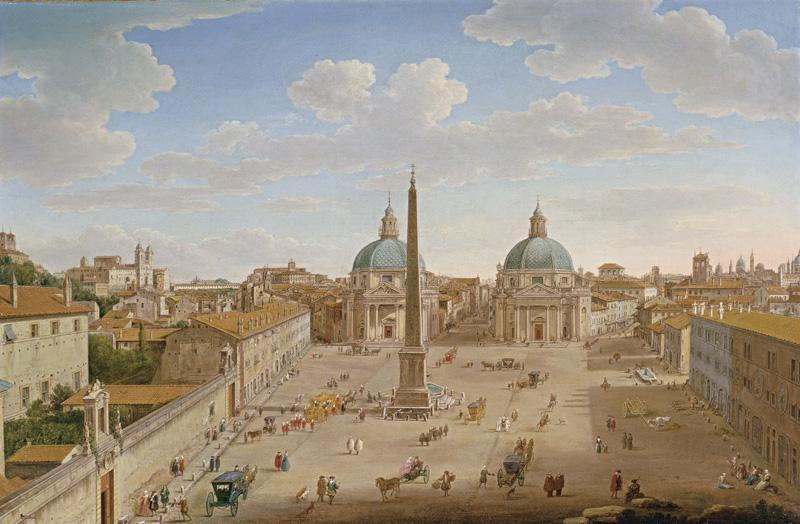
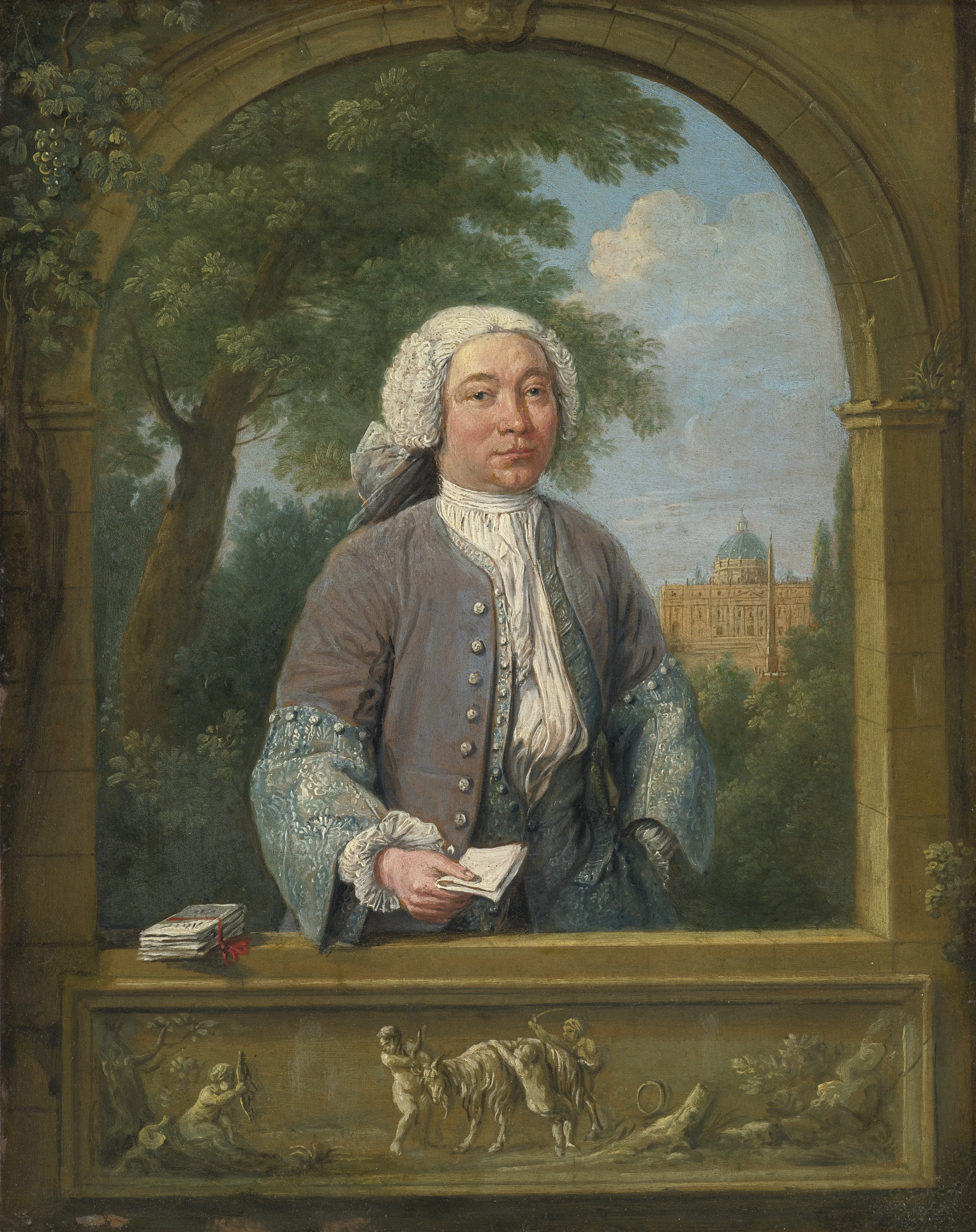
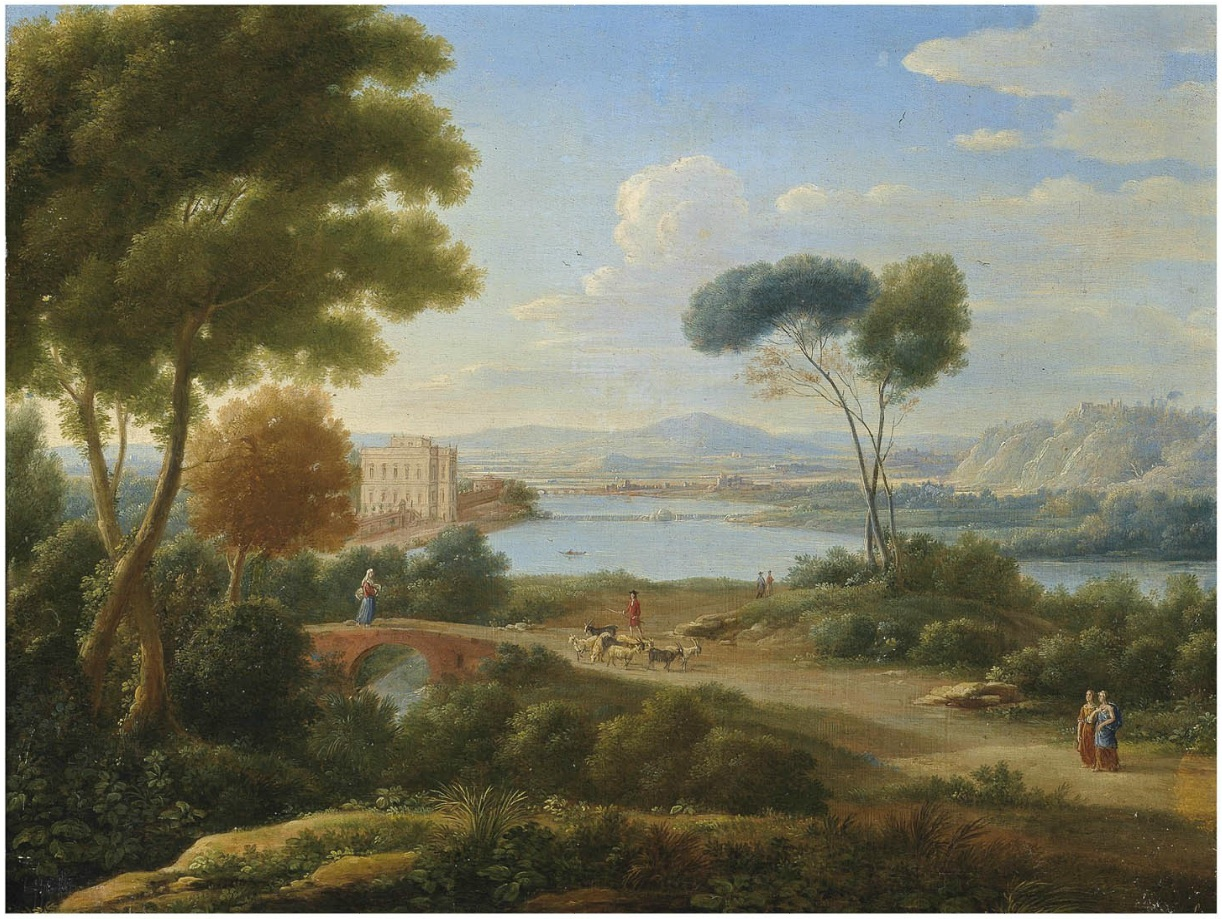
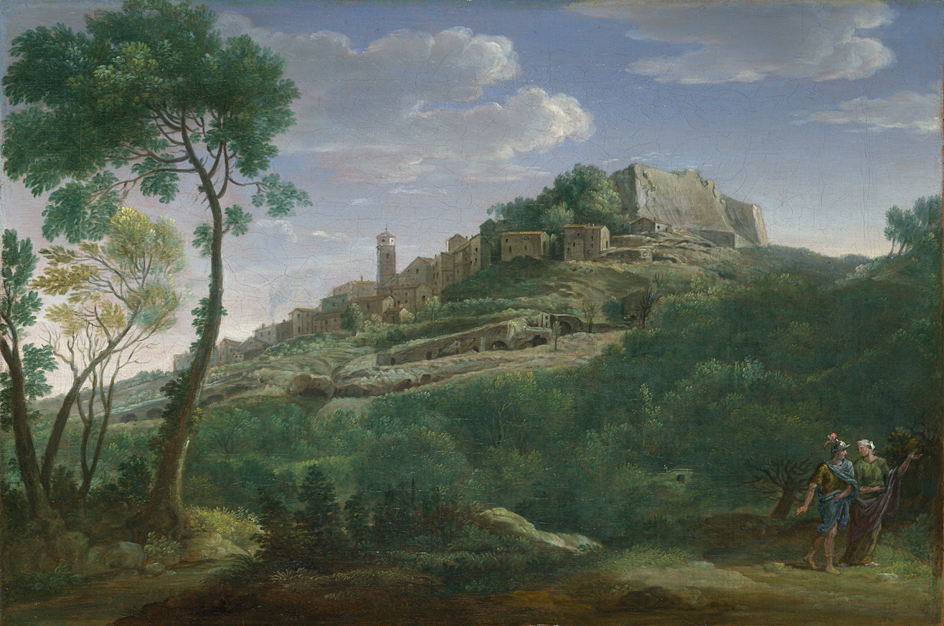
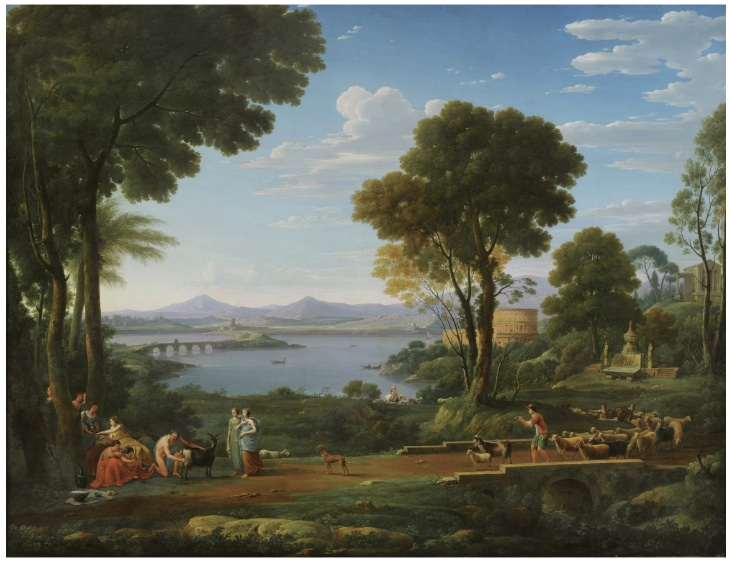
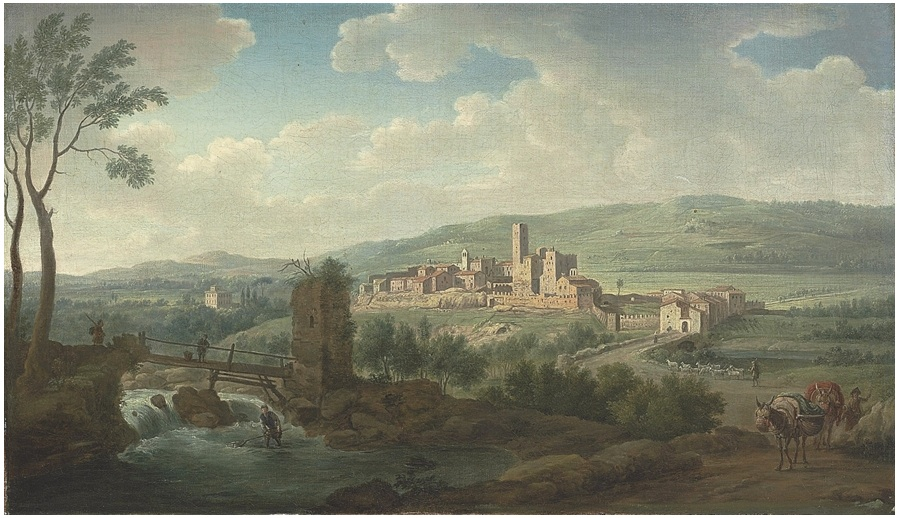
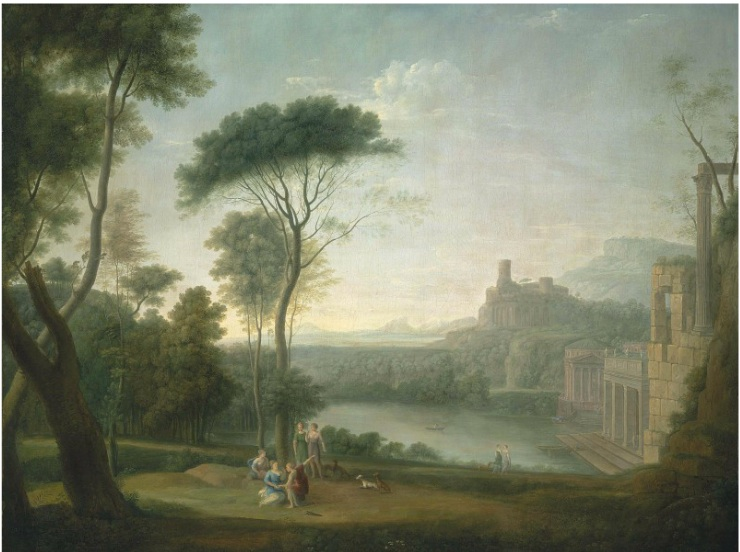
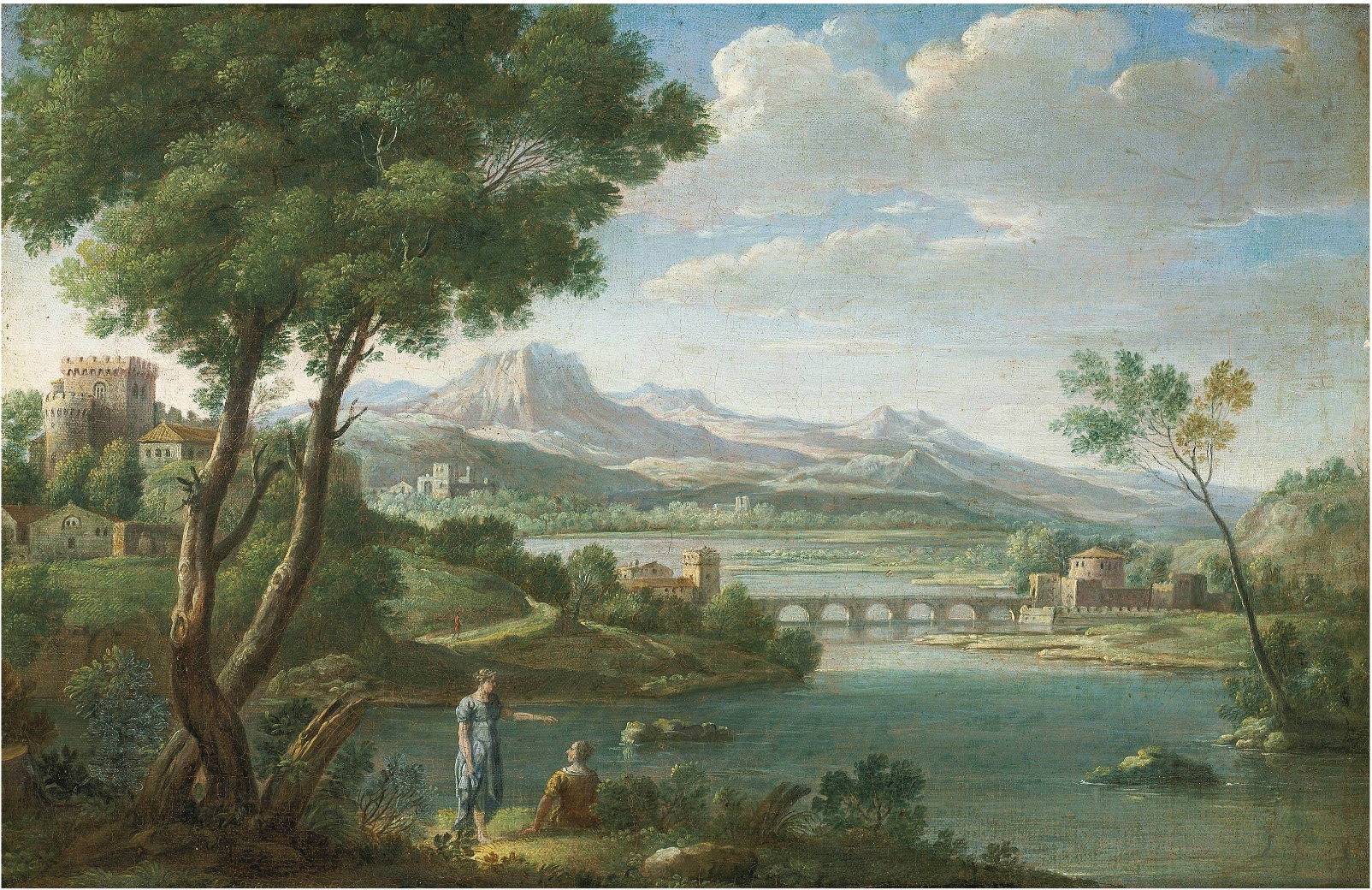
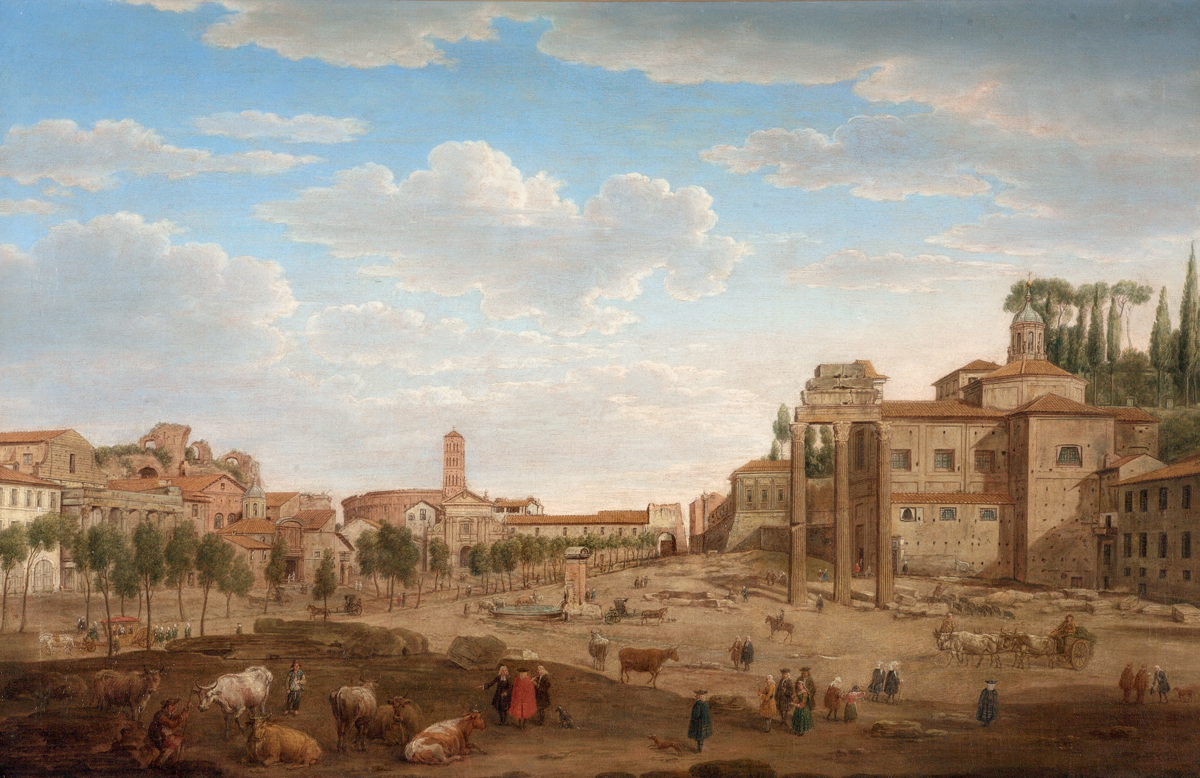
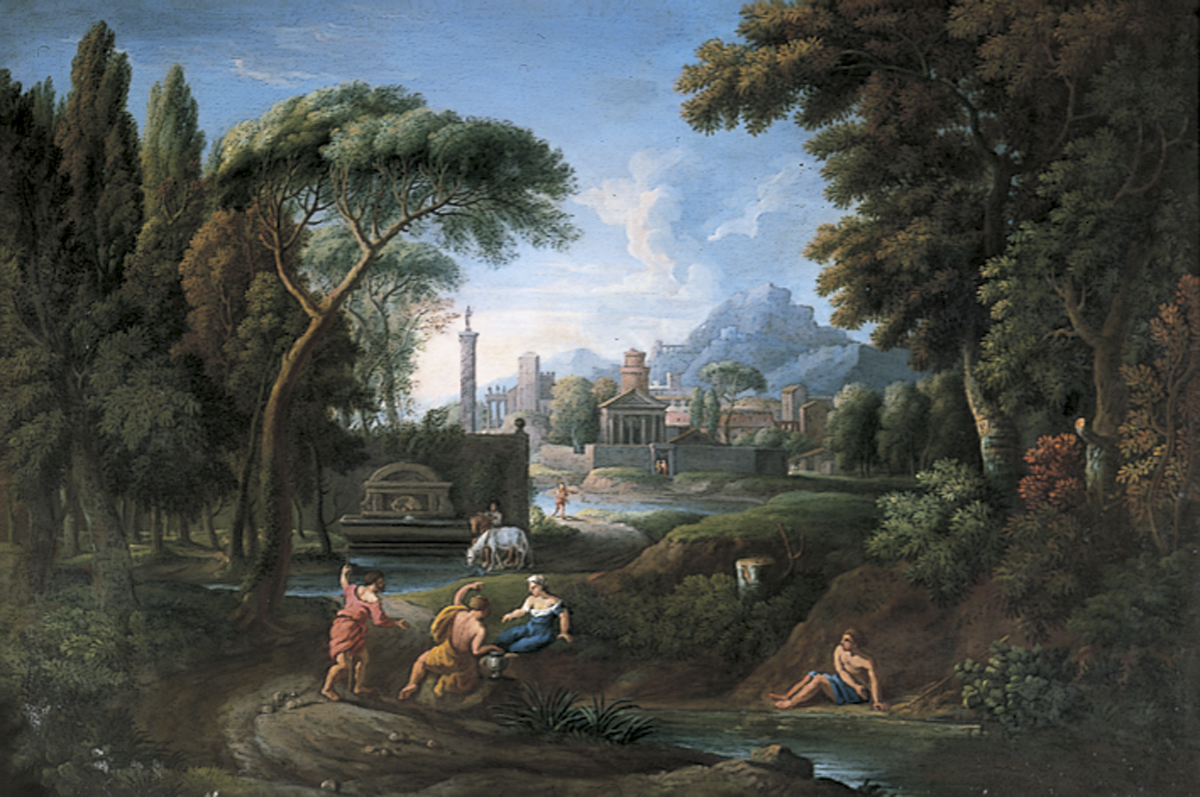
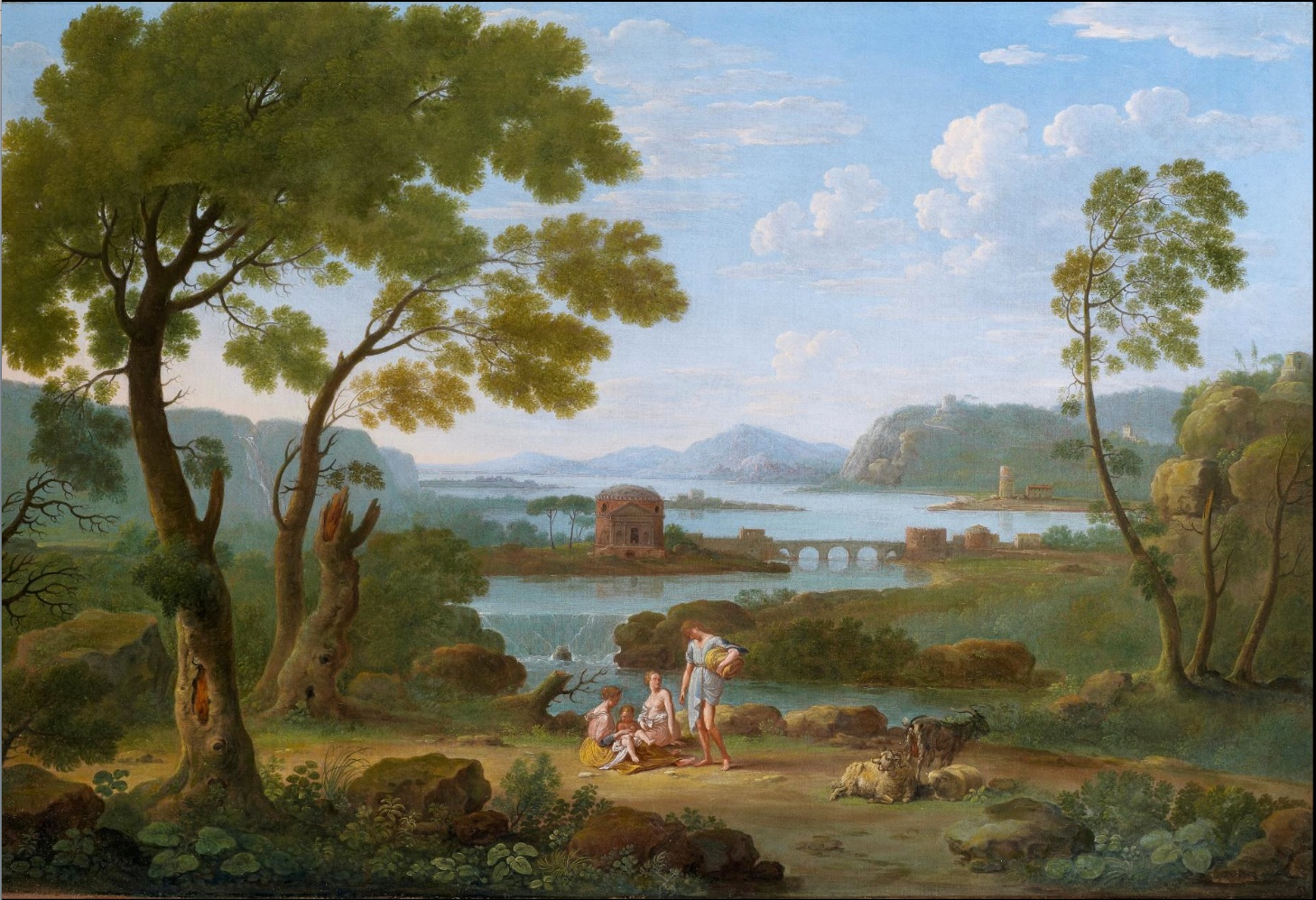
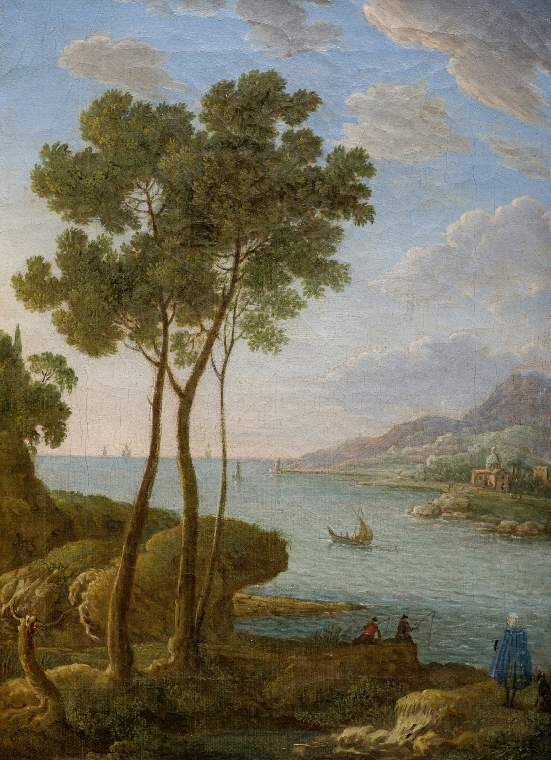
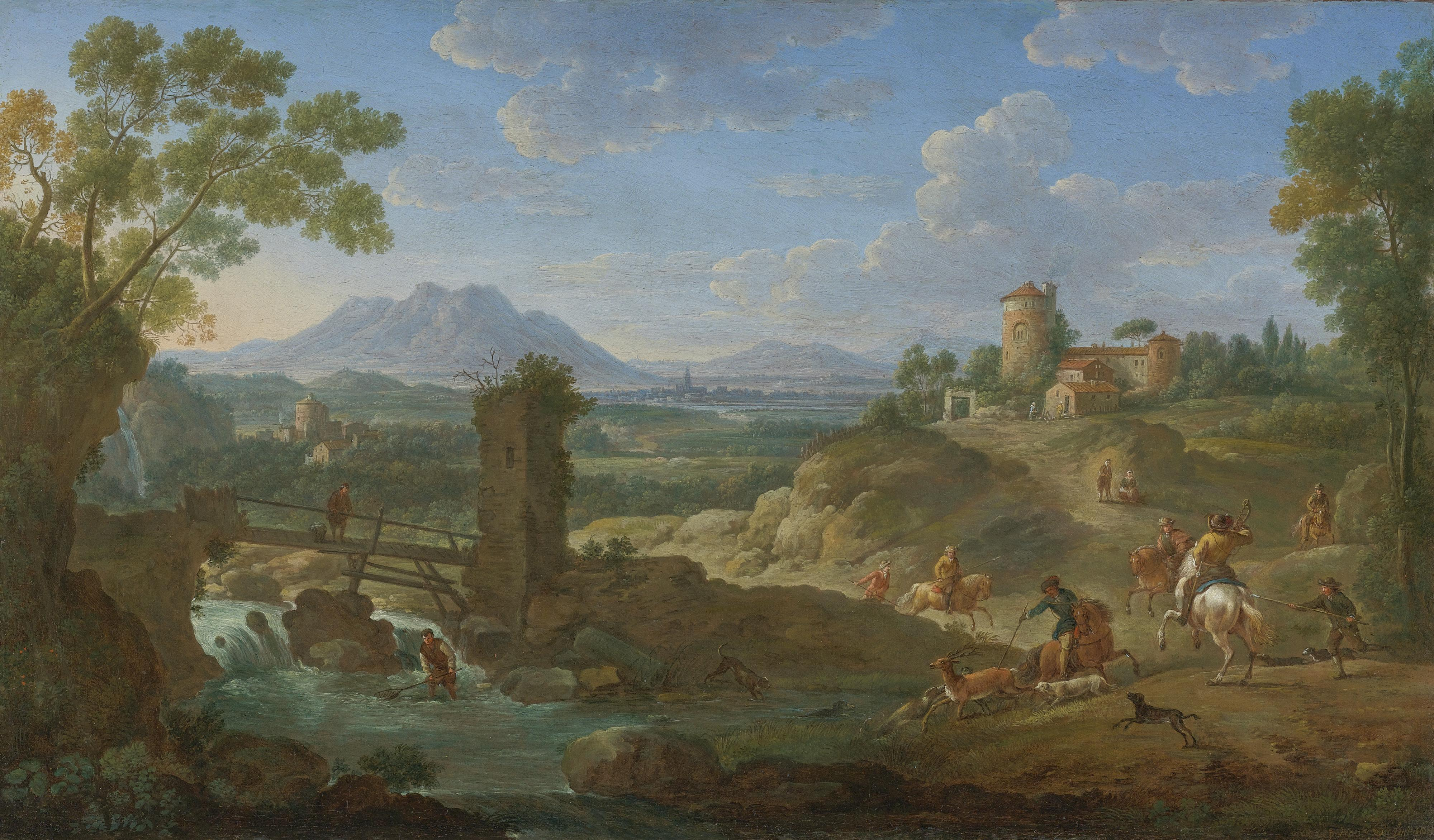
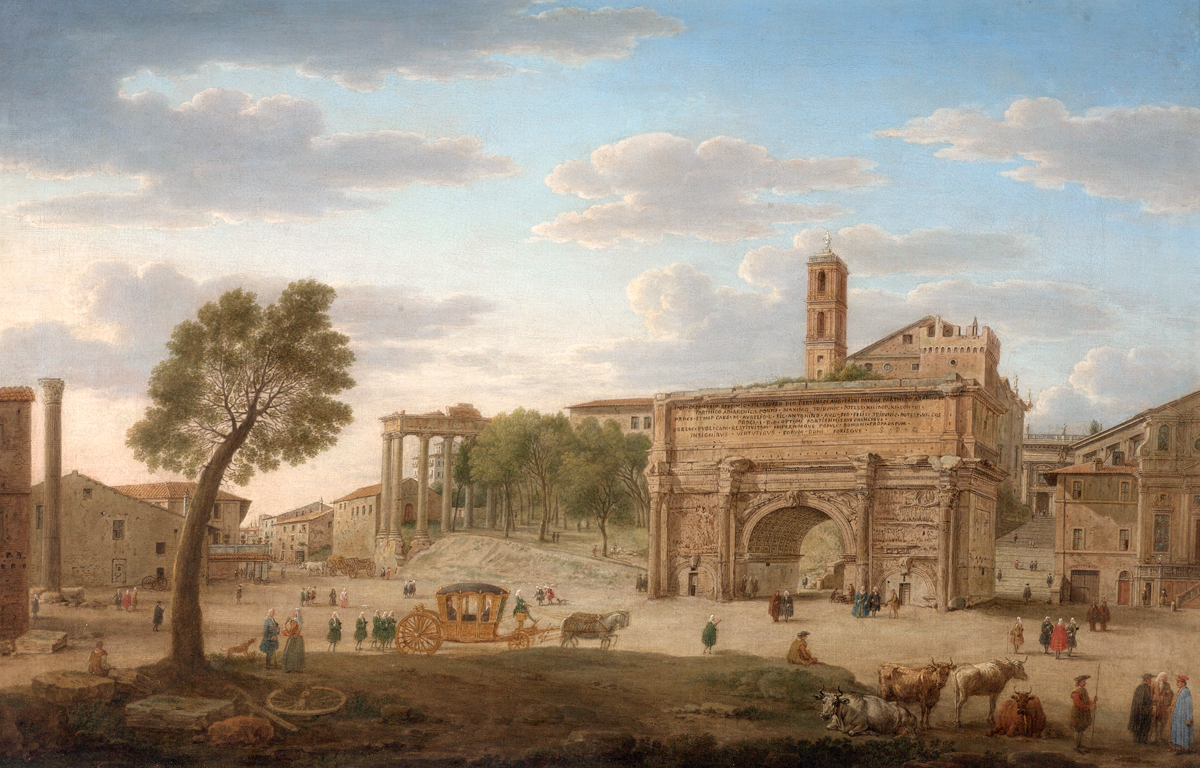
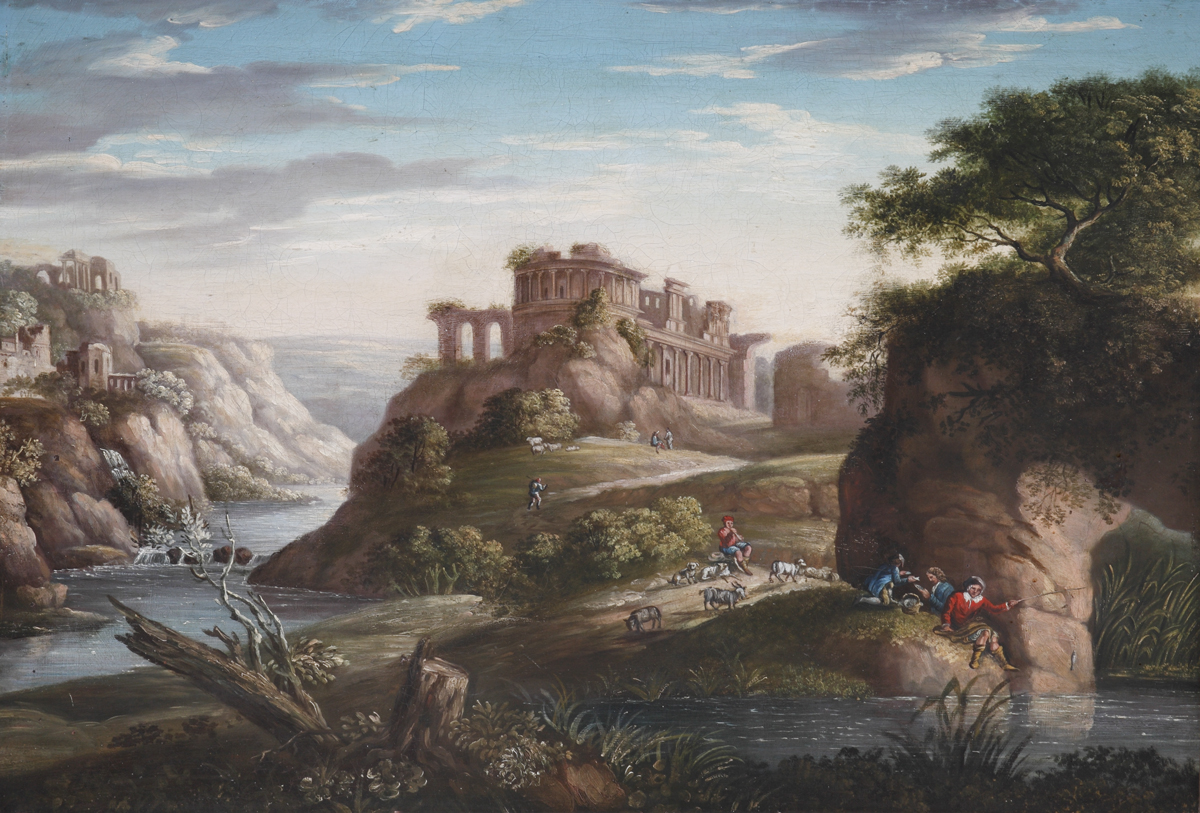

- Biografisch Portaal: 40437642
- Gemeinsame Normdatei: 119002221
- International Standard Name Identifier: 0000 0000 8364 5031
- KulturNav: f286fb62-2e26-4d9f-be08-0973e2493a03
- Library of Congress Control Number: n88018912
- Nederlandse Thesaurus van Auteursnamen: 073344346
- RKD-Nederlands Instituut voor Kunstgeschiedenis: 50276
- Système universitaire de documentation: 194979628
- Union List of Artist Names: 500021172
- Virtual International Authority File: 22941764
- WorldCat: E39PBJyGTYfFfBXKYvKvkWQH4q